# فريدريك الأول ملك الدنمارك
فريديريك الأول (الدانماركية والنرويجية: Frederik؛ الألمانية : Friedrich؛ السويدية : Fredrik؛ 7 أكتوبر 1471 - 10 أبريل 1533) كان ملك الدنمارك والنرويج، كان آخر ملك روماني كاثوليكي يحكم الدنمارك والنرويج، بحيث اعتنق الملوك اللاحقون اللوثرية بعد الإصلاح البروتستانتي، وبصفته ملكًا للنرويج كان فريديريك أكثر ما يميزه أنه لم يقم بزيارة البلاد مطلقًا ولم يتوج على هذا النحو أبدًا، بدأ عهد فريديريك بالتقليد الدائم المتمثل في تسمية ملوك الدنمارك بالأسماء كريستيان وفريديريك بالتناوب، والذي استمر حتى عهد الملكة الحالية مارغريت الثانية.

## النشأة
كان فريديريك الابن الأصغر لوالديه كريستيان الأول ملك الدنمارك والنرويج والسويد ( 1426-1481)؛ ودوروثيا من براندنبورغ (1430-1495)؛ أول ملك من أسرة أولدنبورغ العريقة، بعد فترة وجيزة من وفاة والده، تم انتخابه دوقًا لشليسفيغ وهولشتاين في عام 1482 مناصفةً مع شقيقه الأكبر الملك هانس الدنماركي، ومع عام 1490 أثناء بلوغه تم تقسيم الدوقيتين بين الأخوين.
في عام 1500 أقنع شقيقه الملك هانس بغزو منطقة ديتمارشن، بحيث تم استدعاء جيش كبير ليس فقط من الدوقيات، بل تم استعانة بجيش من كل اتحاد كالمار الذي كان شقيقه ملكًا عليه لفترة وجيزة، بالإضافة إلى ذلك شارك العديد من المرتزقة الألمان فيها أيضا، لكن الحملة انتهت بالفشل فشلاً ذريعًا، حيث فقد فيها ثلث فرسان شليسفيغ وهولشتاين حياتهم.

## الحكم
عندما توفي شقيقه الملك هانس، عرضت مجموعة من النبلاء اليهود على فريديريك العرش في وقت مبكر من عام 1513 ولكنه رفض، معتقدًا بحق أن غالبية النبلاء الدنماركيين سيكونون مخلصين لابن أخيه كريستيان الثاني، ولكن مع عام 1523 أجبر النبلاء غير الموالين كريستيان على التنازل عن العرش كملك الدنمارك والنرويج، تولى فريديريك عرش الدنمارك في عام 1523 وانتخب ملكًا للنرويج في عام 1524، ليس من المؤكد أن فريديريك تعلم التحدث باللغة الدنماركية على الإطلاق حتى بعد أن أصبح ملكًا، واصل قضاء معظم وقته في غوتورب هي قلعة تقع في مدينة شليسفيغ.
في عامي 1524 و1525، اضطر فريديريك إلى قمع الثورات بين الفلاحين في أغدر ويوتلاند وسكانيا الذين طالبوا باستعادة كريستيان الثاني، جاءت ذروة التمرد في عام 1525 عندما قام حاكم يوتلاند بغزو بليكينغ في محاولة لإعادة كريستيان الثاني إلى السلطة، قام بجمع 8000 رجل الذين حاصروا شيرنن، وهي قلعة في هلسينغبورغ، قام جنرال فريديريك يوهان رانتساو بنقل جيشه إلى سكانيا وهزم الفلاحين بشكل سليم في أبريل ومايو 1525.
لعب فريديريك دورًا مركزيًا في نشر التعاليم اللوثرية في جميع أنحاء الدنمارك، في ميثاق التتويج الخاص به، تم تعيينه الحامي الرسمي للكاثوليكية الرومانية في الدنمارك، وأكد في هذا الدور حقه في اختيار أساقفة لأبرشيات الروم الكاثوليك بالبلاد، لم يكن كريستيان الثاني متسامحًا مع التعاليم البروتستانتية في وقت ما، ولكن فريديريك اتخذ نهجًا أكثر انتهازية، على سبيل المثال أمر بأن يتشارك اللوثريون والروم الكاثوليك في نفس الكنائس وشجع على النشر الأول للكتاب المقدس باللغة الدنماركية، في عام 1526 عندما تم تهديد المصلح اللوثري هانس توسن بالاعتقال والمحاكمة بتهمة الهرطقة، عينه فريديريك قسيسًا شخصيًا له لمنحه الحماية.
ابتداءً من عام 1527 أمر فريديريك بإغلاق المصليات والأديرة الفرنسيسكانية في 28 مدينة دنماركية، ولقد استخدم المشاعر الشعبية المناهضة للمؤسسة التي كانت ضد بعض الأشخاص في التسلسل الهرمي للروم الكاثوليك ونبلاء الدنمارك، فضلاً عن الدعاية الشديدة لتقليل قوة الأساقفة والنبلاء الروم الكاثوليك.
خلال فترة حكمه كان فريديريك ماهرًا بما يكفي لمنع نشوب حرب شاملة بين البروتستانت والروم الكاثوليك، وفي عام 1532 نجح في القبض على كريستيان الثاني الذي حاول غزو النرويج وإيداعه في السجن، وجعل نفسه ملكًا على البلاد بلا منازع، توفي فريديريك في 10 أبريل 1533 في غوتورب، عن عمر يناهز 61 عامًا، ودُفن في كاتدرائية شليسفيغ، عند وفاة فريديريك تصاعدت التوترات بين الروم الكاثوليك والبروتستانت إلى أقصى درجة مما أدى إلى تمرد الكونت (Grevens Fejde).

## الذرية

فريديريك مع زوجته الأولى آنا من براندنبورغ.

- في 10 أبريل 1502 تزوج فريديريك من آنا من براندنبورغ (27 أغسطس 1487 – 3 مايو 1514)؛ هي ابنة يوهان شيشرون، ناخب براندنبورغ ومارغريت تورينغيا، وكان الزوجان طفلين:

1. كريستيان الثالث (12 أغسطس 1503 – 1 يناير 1559)؛ ملك الدنمارك والنرويج، له ذرية
2. دوروثيا (1 أغسطس 1504 - 11 أبريل 1547)؛ تزوجت في 1 يوليو 1526 من ألبرشت دوق بروسيا، له ذرية.

فريديريك مع زوجته الثانية صوفي البوميرانية.

- توفيت آنا زوجة فريديريك في 5 مايو 1514 عن عمر يناهز 26 عامًا، بعد أربع سنوات في 9 أكتوبر 1518 في كيل تزوج فريديريك من صوفي البوميرانية (20 عامًا؛ 1498–1568)؛ هي ابنة بوغيسلاف العاشر دوق بوميرانيا، وأنجبت له ستة أطفال:

1. يوهان الثاني الأكبر (28 يونيو 1521 - 2 أكتوبر 1580)؛ دوق شليسفيغ-هولشتاين-هادرسليف، غير متزوج.
2. إليزابيث (14 أكتوبر 1524 - 15 أكتوبر 1586)؛ تزوجت من ماغنوس الثالث دوق مكلنبورغ-شفيرين، ثم أولريخ الثالث دوق مكلنبورغ-غوسترو وهما والدا صوفي ملكة الدنمارك قرينة فريديريك الثاني.
3. أدولف (25 يناير 1526 – 1 أكتوبر 1586)؛ دوق هولشتاين-غوتورب، من نسله العائلة الإمبراطورية الروسية.
4. آنا (1527 - 4 يونيو 1535).
5. دوروثيا (1528 - 11 نوفمبر 1575)؛ تزوجت من كريستوفر، دوق مكلنبورغ-غادهبوش، ليس لديهم ذرية .
6. فريديريك (13 أبريل 1532 - 27 أكتوبر 1556)، أمير أسقف هيلدسهايم وأسقف شليسفيغ.